# Tianzhu (Ruta)
Tiānzhú (en chino), Tenjiku (en japonés), Cheonchuk (en coreano), Thiên Trúc (en vietnamita) son las pronunciationes de los caracteres 天竺, el principal nombre premoderno de la Asia meridional empleado en el Este de Asia. En coreano, este nombre se escribe también con hangul: 천축.

## Origen
La Ruta de la Seda hizo posible los primeros contactos entre las regiones orientales y meridionales de Asia. Por eso, el nombre chino de Asia meridional (lo mismo como el nombre occidental de India) ha sido inspirado por Sindhu, el principal elemento topográfico en la zona de contacto. La más antigua escritura china (preservada hasta hoy) sobre esta área aparece en Memorias históricas, de Sima Qian (alrededor del siglo I a. C. - siglo I CE), basándose en los informes traídas de los exploraciones de Zhang Qian en Asia Central. El nombre empleado es 身毒, que puede ser pronunciada como Juāndú, Shēndú o Yuándú, apuntando a una derivación de Sindhu. En los escritos de aquellos tiempos aparecen también otros nombres chinos para la Asia meridional, entre ellos Tiānzhú (天竺) llegará a ser el más popular. Es probable que a principios del primer milenio 天竺 se haya pronunciado como Xiandu, de nuevo sugiriendo un derivatin de Sindhu (la pronunciación del chino clásico es olvidada en su mayoría). También es probable que los monjes budistas apoyaron el carácter 天 (tiān) porque significa el paraíso (para destacar la especificidad de Asia meridional como el origen del budismo). Después Tianzhu se convertirá en el más popular de los nombres chinos para la Asia meridional, según el budismo volvió como una parte importante de la cultura china. Este nombre se extenderá también a los demás países de la Asia oriental.